# Meinardus Siderius
Meinardus Siderius, né le 20 novembre 1754 à Leeuwarden et mort le 19 décembre 1829 à Wolvega, est un homme politique néerlandais.

## Biographie
Siderius sort diplômé de droit de l'université de Franeker le 6 novembre 1777. Le 11 novembre, il s'installe comme avocat à Leeuwarden. En 1781, il devient secrétaire de la commune de Doniawerstal et s'installe à Langweer, en Frise. 
Dans les années 1780, il est connu comme étant favorable aux patriotes. Au début de l'année 1795, en pleine Révolution batave, il intègre le comité révolutionnaire de la Frise et, le 19 février 1795, Siderius est élu à l'assemblée provisoire de Frise. En juin, il est désigné pour représenter la Frise aux États généraux mais ne siège pas. Le 30 mars 1796, il est élu député à la première Assemblée nationale batave par le district de Wolvega. Le 29 avril, il est nommé à la commission constitutionnelle, où il siège aux côtés des fédéralistes. Il préside l'Assemblée nationale du 6 au 20 mars 1797. Il est réélu lors des élections du 2 août 1797 et est nommé secrétaire de l'assemblée le 10 octobre.
Comme tous les députés fédéralistes, Siderius est expulsé de l'Assemblée par le coup d'État unitariste du 22 janvier 1798. Il rentre alors en Frise et fait partie de l'administration provisoire du département. Le 31 juillet, il est élu député au Corps législatif batave par le district de Drachten. Après la mise en place de la constitution de 1801, Siderius est confirmé au Corps législatif pour représenter le département de la Frise. L'année suivante, il est nommé au conseil d'administration de l'université de Franeker.
Le 29 avril 1805, la République batave change de régime et Siderius perd son siège de député. L'aristocrate Hans Willem van Aylva a mis son veto à sa nomination car il ne souhaitait pas siéger à ses côtés. Le 24 février 1806, il obtient une fonction judiciaire dans les communes de Weststellingwerf et Ooststellingwerf. Le 24 juin 1811, il devient juge de paix du canton de Wolvega. Il est nommé maire de cette commune en octobre suivant et siège au conseil d'arrondissement de Heerenveen jusqu'au départ des Français en 1813.
En 1818, il devient juge au tribunal de première instance de Heerenveen.
De 1810 à sa mort, Siderius est président du comité agricole de Frise. 